# Martin Verkerk
Martin Verkerk, né le 31 octobre 1978 à Leiderdorp, est un joueur de tennis néerlandais, professionnel de 1995 à 2008. Mesurant 1,96 m pour 90 kg, il est droitier et possède un revers à une main.

## Biographie

### Principaux faits de carrière
Martin Verkerk se fait remarquer en février 2003 en remportant le Tournoi de Milan face au Russe Ievgueni Kafelnikov. Mais c'est quelques mois plus tard, à Roland-Garros, que le Néerlandais se révèle au grand public en atteignant la finale, à la surprise générale, dès sa première participation, alors qu'il est classé 46e mondial. En quart de finale, il bat l'Espagnol Carlos Moyà, vainqueur du tournoi en 1998, au terme d'un match très disputé : 6-3, 6-4, 5-7, 4-6, 8-6. En demi-finale, il maitrise l'Argentin Guillermo Coria en seulement trois sets : 7-6, 6-4, 7-6. Puis il doit s'incliner en finale face à l'Espagnol Juan Carlos Ferrero : 6-1, 6-3, 6-2. Verkerk obtient son meilleur classement, 14e, cette même année. En fin de saison, il obtient des balles de match face à Roger Federer, alors no 3 mondial, au 3e tour du Masters de Paris-Bercy avant de s'incliner 6-7, 7-6, 7-6.
En 2004, il atteint les demi-finales du tournoi de tennis de Sydney, puis est finaliste au Tournoi de Munich (défaite 6-4, 7-5 face à Nikolay Davydenko).
À Roland-Garros, il ne parvient pas à rééditer son exploit et s'arrête au 3e tour, battu par l'Australien Lleyton Hewitt en 5 manches (6-2, 3-6, 4-6, 6-2, 6-1). Il remporte cependant au mois de juillet le deuxième tournoi de sa carrière à Amersfoort, face au Chilien Fernando González (7-6, 4-6, 6-4).

### Blessures récurrentes
Une blessure à l'épaule l'empêche ensuite d'évoluer à son meilleur niveau et le laisse à l'écart du circuit pendant très longtemps. En 2007, remis de sa blessure, il obtient une invitation pour le Tournoi de Rotterdam où il s'incline dès le premier tour face au Sud-Africain Rik De Voest.

### Retraite sportive
Il annonce sa retraite sportive début décembre 2008 alors qu'il était descendu à la 263e place mondiale. Il avait également atteint deux finales ATP en double, en 2002 à Tachkent et en 2003 à Delray Beach.

## Palmarès

### Titres en simple (2)
| No | Date       | Nom et lieu du tournoi                | Catégorie   | Dotation  | Surface         | Finaliste           | Score          |          |
| -- | ---------- | ------------------------------------- | ----------- | --------- | --------------- | ------------------- | -------------- | -------- |
| 1  | 27-01-2003 | Breil Milano Indoor, Milan            | Int' Series | 355 000 $ | Moquette (int.) | Ievgueni Kafelnikov | 6-4, 5-7, 7-5  | Parcours |
| 2  | 12-07-2004 | The Priority Telecom Open, Amersfoort | Int' Series | 355 000 $ | Terre (ext.)    | Fernando González   | 7-65, 4-6, 6-4 | Parcours |

### Finales en simple (2)
| No | Date       | Nom et lieu du tournoi            | Catégorie   | Dotation    | Surface      | Vainqueur           | Score         |          |
| -- | ---------- | --------------------------------- | ----------- | ----------- | ------------ | ------------------- | ------------- | -------- |
| 1  | 26-05-2003 | Roland-Garros, Paris              | G. Chelem   | 7 202 717 $ | Terre (ext.) | Juan Carlos Ferrero | 6-1, 6-3, 6-2 | Parcours |
| 2  | 26-04-2004 | BMW Open by Crédit suisse, Munich | Int' Series | 355 000 $   | Terre (ext.) | Nikolay Davydenko   | 6-4, 7-5      | Parcours |

### Finales en double (2)
| No | Date       | Nom et lieu du tournoi                                       | Catégorie   | Dotation  | Surface    | Vainqueurs                  | Partenaire     | Score         |          |
| -- | ---------- | ------------------------------------------------------------ | ----------- | --------- | ---------- | --------------------------- | -------------- | ------------- | -------- |
| 1  | 09-09-2002 | President's Cup Tachkent                                     | Int' Series | 525 000 $ | Dur (ext.) | David Adams Robbie Koenig   | Raemon Sluiter | 6-2, 7-5      | Parcours |
| 2  | 03-03-2003 | International Tennis Championships Delray Beach Delray Beach | Int' Series | 355 000 $ | Dur (ext.) | Leander Paes Nenad Zimonjić | Raemon Sluiter | 7-5, 3-6, 7-5 | Parcours |

## Parcours dans les tournois duGrand Chelem

### Finale (1)
| Année | Tournoi       | Adversaire en finale | Score         |
| 2003  | Roland-Garros | Juan Carlos Ferrero  | 1-6, 3-6, 2-6 |

### En simple
| Année | Open d'Australie | Open d'Australie | Internationaux de France | Internationaux de France | Wimbledon       | Wimbledon        | US Open         | US Open    |
| ----- | ---------------- | ---------------- | ------------------------ | ------------------------ | --------------- | ---------------- | --------------- | ---------- |
| 2002  | —                | —                | —                        | —                        | —               | —                | 1er tour (1/64) | A. Roddick |
| 2003  | 1er tour (1/64)  | M. Philippoussis | Finale                   | J. C. Ferrero            | 1er tour (1/64) | R. Söderling     | 2e tour (1/32)  | T. Martin  |
| 2004  | 1er tour (1/64)  | À. Corretja      | 3e tour (1/16)           | L. Hewitt                | 2e tour (1/32)  | M. Philippoussis | —               | —          |
| 2005  | —                | —                | —                        | —                        | —               | —                | —               | —          |
| 2006  | —                | —                | —                        | —                        | —               | —                | —               | —          |
| 2007  | —                | —                | 1er tour (1/64)          | S. Bolelli               | —               | —                | —               | —          |

N.B. : à droite du résultat se trouve le nom de l'ultime adversaire.

### En double
| Année | Open d'Australie                                                                 | Open d'Australie                                                                        | Internationaux de France                                                         | Internationaux de France                                                      | Wimbledon                                                                 | Wimbledon | US Open | US Open |
| ----- | -------------------------------------------------------------------------------- | --------------------------------------------------------------------------------------- | -------------------------------------------------------------------------------- | ----------------------------------------------------------------------------- | ------------------------------------------------------------------------- | --------- | ------- | ------- |
| 2003  | —                                                                                | —                                                                                       | 2e tour (1/16) R. Sluiter \|\| style="text-align:left;" \| M. Llodra F. Santoro  | 1er tour (1/32) R. Sluiter \|\| style="text-align:left;" \| B. Bryan M. Bryan | 2e tour (1/16) R. Sluiter \|\| style="text-align:left;" \| M. Damm C. Suk |           |         |         |
| 2004  | 1er tour (1/32) R. Sluiter \|\| style="text-align:left;" \| M. Llodra F. Santoro | 2e tour (1/16) J. van Lottum \|\| style="text-align:left;" \| J. Björkman T. Woodbridge | 2e tour (1/16) R. Sluiter \|\| style="text-align:left;" \| M. Bhupathi M. Mirnyi | —                                                                             | —                                                                         |           |         |         |
| 2005  | —                                                                                | —                                                                                       | —                                                                                | —                                                                             | —                                                                         | —         | —       | —       |
| 2006  | —                                                                                | —                                                                                       | —                                                                                | —                                                                             | —                                                                         | —         | —       | —       |
| 2007  | —                                                                                | —                                                                                       | 2e tour (1/16) S. Roitman \|\| style="text-align:left;" \| S. Aspelin J. Knowle  | 1er tour (1/32) K. Pless \|\| style="text-align:left;" \| T. Behrend F. Mayer | —                                                                         | —         |         |         |

N.B. : le nom du ou de la partenaire se trouve sous le résultat ; le nom des ultimes adversaires se trouve à droite.

## Parcours dans lesMasters 1000
| Année | Indian Wells        | Miami                | Monte-Carlo          | Rome                        | Hambourg             | Canada            | Cincinnati       | Madrid              | Paris                    |
| ----- | ------------------- | -------------------- | -------------------- | --------------------------- | -------------------- | ----------------- | ---------------- | ------------------- | ------------------------ |
| 2002  | —                   | 1er tour J. Morrison | —                    | —                           | —                    | —                 | —                | —                   | —                        |
| 2003  | —                   | 2e tour J. I. Chela  | 1er tour T. Robredo  | 1/4 de finale I. Kafelnikov | —                    | 2e tour K. Kučera | 1er tour N. Okun | 2e tour J. I. Chela | 1/8 de finale R. Federer |
| 2004  | 2e tour N. Lapentti | 2e tour T. Reid      | 2e tour I. Ljubičić  | 2e tour L. Horna            | 1er tour I. Ljubičić | —                 | —                | —                   | —                        |
| 2005  | —                   | —                    | —                    | —                           | —                    | —                 | —                | —                   | —                        |
| 2006  | —                   | —                    | —                    | —                           | —                    | —                 | —                | —                   | —                        |
| 2007  | —                   | 1er tour S. Grosjean | 1er tour J. I. Chela | 1er tour J. Acasuso         | 1er tour N. Almagro  | —                 | —                | —                   | —                        |

N.B. : sous le résultat se trouve le nom de l’ultime adversaire.